# Forest Green Rovers Football Club
El Forest Green Rovers Football Club es un club de fútbol inglés de la aldea de Forest Green, cerca del pueblo de Nailsworth. Fue fundado en octubre de 1889 y disputará la National League en la temporada 2024-25 quinta división de Inglaterra luego de descender de League Two

## Historia

### Ligas locales y ligas de condado
El club fue establecido en 1889 por el Reverendo E.J.H. Peach, que representa el área de Forest Green de Nailsworth. El nombre Rovers fue adoptado en 1893, y al año siguiente el club era miembro fundador de la Mid-Gloucestershire League. Su primer partido de liga en casa fue un 6 de octubre de 1894 en el empate 1-1 frente al Briscombe, y el club terminó la temporada 1894-95 en el tercer lugar. Como Nailsworth se había convertido en un distrito urbano en 1894, se hizo un esfuerzo para asegurar que la ciudad estuviera representada por un equipo de fútbol. Como resultado el club fue renombrado Nailsworth Association Football Club y muchos miembros del equipo original fueron reemplazados por jugadores de Nailsworth, aunque siguieron jugando en el Lawn Ground en Forest Green. Sin embargo, el club se retiró de la liga durante la temporada 1896-97.
El club fue restablecido en 1898 bajo el nombre de Forest Green Rovers, y absorbió Nailsworth el jueves poco después. Se unieron a la Division One of the Mid-Gloucestershire League y también a la Dursley & District League para la temporada 1899-1900. La Mid-Gloucestershire League se dobló en 1901, con Forest Green jugando todavía en la Dursley & District League. En 1902-03 se unieron a la nueva Stroud & District League, continuando también en la Dursley & District League. En la Stroud & District League terminaron como subcampeones por debajo del Briscombe, mientras que en la Dursley & District League terminaron primeros igualando en la tabla junto al Stonehouse después de ser adjudicados los puntos de un partido sin jugar contra Chalford. Como resultado, se celebró un partido de play-off para decidir el campeonato, con más de 1000 espectadores viendo al Forest Green ganar 2-1 en tiempo extra. En 1906-07 terminaron últimos en la Stroud & District League con cero puntos (aunque habían ganado un juego, le sacaron los dos puntos por jugar con un jugador inelegible). Se retiraron de la Dursley & District League en 1908.
En 1911 el Forest Green se fusionó con el Nailsworth para formar el Nailsworth & Forest Green United, continuando en el Lawn Ground y en la Stroud & District League; El nuevo club ganó la liga, perdiendo solamente un partido en toda la temporada. El equipo entró en la Dursley & District League en 1912-13, pero se retiraron de la Stroud & District League después de solamente cuatro partidos. Después de la Primera Guerra Mundial el club volvió a unirse a la liga y la temporada 1919-20 los vio acabar en la parte superior de la tabla junto al Chalford y Stonehouse. La liga celebró posteriormente un empate para decidir el campeonato, con Forest Green contra Stonehouse en la semifinal, con el ganador jugando frente al Chalford por el título. Sin embargo, Stonehouse venció 3-2 al Forest Green en el partido de semifinales. En 1920 el club también entró en la North Gloucestershire League y ganó ambas ligas, así como la Northern Junior League. Repitieron el doblete la temporada siguiente. Eran miembros fundadores de la Gloucestershire Northern Senior League en 1922, pero dejaron la liga en el final de la temporada 1922-23 para volver a la Stroud & District League.
Forest Green terminó como subcampeón en 1924-25 y 1925-26, antes de volver a unirse a la Gloucestershire Northern Senior League en 1926. Terminaron como subcampeones en 1926-27 antes de dejar la liga nuevamente para jugar en la nueva Stroud Premier League. Después de terminar cuarto en liga, el club volvió a la Northern Senior League en el final de la temporada, aunque también mantuvieron un equipo en la Stroud Premier League. El club se retiró de la Stroud Premier League en 1930, volviéndola a jugar en 1934. Fueron campeones de la Stroud Premier League tres veces consecutivas: 1934-35, 1935-36 y 1936-37, antes de volver a entrar en la Northern Senior League en 1937. Siguieron ganando el título de la liga en 1937-38. Después de terminar como subcampeones en 1948-49, ganaron títulos de liga consecutivos: 1949-50 y 1950-51. A pesar de que el club terminó como subcampeón en 1952-53, fueron relegados a la Division Two al final de la temporada 1954-55. Sin embargo, eran campeones de la Division Two la temporada siguiente, y fueron promovidos de nuevo a la Division One. Forest Green se encontraba entre los miembros fundadores de la Gloucestershire County League en 1968, donde jugaron hasta ascender a la Premier Division de la Hellenic League en 1975 bajo la dirección de Peter Goring.

### Ligas regionales
La primera temporada del Forest Green en la Hellenic League Premier Division los vio terminar cuarto. A pesar de que luego pasan a temporadas en mitad de tabla baja, el tercer lugar en 1978-79 fue el inicio de exitosos cuatro años, que culminó en la temporada 1981-82, en la que ganó la Hellenic League y llegó a la final de la FA Vase. En Wembley derrotó al Rainworth Miners Welfare por 3-0 para ganar el trofeo. Al final de la temporada el club fue promovido a la Midland Division of the Southern League. A pesar de que terminó tercero en su primera temporada en la nueva liga, las próximas seis temporadas se pasan en la mitad de la tabla.
En 1989 el club fue rebautizado como Straud Football Club. Otra temporada en la mitad de la tabla fue seguida por dos en la que terminó en los últimos cinco. Después de volver a su nombre original, el club siguió luchando en la liga hasta que fueron transferidos a la Southern Division en 1995. Después de terminar octavo con Frank Gregan en 1995-96, ganaron la división la siguiente temporada, ganando la promoción a la Premier Division of the Southern League. La temporada 1997-98 los vio ganar la Southern League Premier Division, asegurando una segunda promoción sucesiva y la entrada a la Football Conference.

### Football Conference
En la primera temporada del Forest Green en la Conference National finalizaron 12°, llegando también a la final de la FA Trophy, convirtiéndose en el primer equipo en jugar en la final tanto del FA Vase como del FA Trophy. Sin embargo, perdieron 1-0 ante el Kingstonian. El 1999-2000 vio otra primera vez que el club llegó a la primera ronda de la FA Cup por primera vez. Después de vencer al Guiseley por 6-0, perdió por 3-0 en casa ante el Torquay United en la segunda ronda. En la liga el club evita estrechamente el descenso, sólo terminando por encima de la zona del descenso en la diferencia de goles. En noviembre del 2000 Gregan fue reemplazado como mánager por el ex internacional de Inglaterra, Nigel Spink. El Forest Green terminó en la mitad de la tabla, pero también llegó a la final del FA Trophy. La final fue otra derrota por 1-0, esta vez frente al Canvey Island.
En 2004-05, el Forest Green terminó en la zona del descenso, pero se salvó debido a unos problemas que tuvo el Northwich Victoria con su estadio.
En 2006-07, Jim Harvey llevó al Forest Green al 14° puesto en la primera temporada con el club. Él entonces condujo al Rovers a un final entonces más alto de la liga: 8.º en la temporada 2007-08. El club también llegó a la 2.ª ronda de la FA Cup, donde perdió 3-2 contra el Swindon Town. En 2008-09 llegó a la 3.ª ronda de la FA Cup por primera vez, pero perdió 3-4 contra el Derby County el 3 de enero de 2009 después de ir ganando 2-0. Este juego también vio al Forest Green registrar su asistencia más alta con 4.836 espectadores.
En marzo de 2009, todavía bajo el mando de Harvey, el Forest Green alcanzó la final de la Conference League Cup tras derrotar al Ebbslfeet United en Stonebridge Road para establecer un choque final en el New Lawn con el Telford United. Sin embargo, a pesar de tener la mayoría de las ocasiones, los Rovers perdieron el juego 0-3 en penales después de empatar en el tiempo completo, delante de 2300 espectadores y una audiencia de la Setanta Sports.
Jim Harvey dejó el club al comienzo de la temporada 2009-10 y fue reemplazado por Dave Hockaday. El Forest Green alcanzó la tercera ronda de la FA Cup de nuevo la temporada siguiente donde jugarían contra el Notts County. El empate se pospuso debido a las condiciones de congelación, lo que significa que el Forest Green estaría en el sorteo de la cuarta ronda de la FA Cup por primera vez en su historia. El sorteo de la cuarta ronda vio al Forest Green empatar frente al Wigan Athletic de la Premier League, aunque el Forest Green perdió por 2-1 ante el Notts County el 19 de enero de 2010 en Meadow Lane.
La suspensión de 12 años del Rovers en la Conference Premier pareció terminar el 24 de abril de 2010 cuando perdieron 2-1 frente al Grays Athletic, pero el 10 de junio fueron relevados después de que el Salisbury City fuera quitado de la división por romper reglas financieras. Durante la temporada, el presidente del Forest Green, Trevor Horsley, reveló que el club estaba en una grave deuda y describió la posición del club como "crisis".
El magnate de la energía verde y propietario de Ecotricity, Dale Vince, lanzó una adquisición del club en agosto de 2010 y Vince se convirtió en el accionista mayoritario del club y luego presidente unos meses más tarde. El Forest Green quedó en los titulares del periódico en febrero de 2011, cuando Vince introdujo una prohibición de toda la carne roja que se vende en el club, por razones de salud y ética.
Al final de la primera temporada con Vince a cargo del club, el Rovers aseguró otra temporada en la National League para la temporada 2011-12, a pesar de perder con el Tamworth en el último día con el club manteniéndose por diferencia de gol. La temporada siguiente vio mejoras en el campo y el Forest Green terminó 10° asegurando una decimoquinta temporada consecutiva en la National League. En mayo de 2012, el secretario del club, Colin Peake, dejó el club y fue seguido el mes siguiente por el vicepresidente por Trevor Horsley después de haber estado en el club durante más de 20 años.
En la campaña 2012-13, el club volvió a estar en el 10° puesto. Tres meses después de la temporada 2013-14, el tiempo de Dave Hockaday en el club llegó a su fin cuando salió por consentimiento mutuo. El ex asistente de Hockaday, Gary Seward, fue puesto temporalmente a cargo del equipo, pero se fue después de un solo partido y fue reemplazado por el jefe del filial del club, Scott Bartlett. El 12 de noviembre de 2013 se anunció que Adrian Pennock había sido nombrado como el nuevo director técnico, asistido por Dave Kevan. Scott Bartlett volvió a su rol de jefe del filal del club. Por tercer año consecutivo, el club terminó la temporada 2013-14 en 10° lugar asegurando que competirían en la National League por decimoséptima vez consecutiva.
El 1 de noviembre de 2014, el club celebró lo que se cree que es el primer partido de fútbol vegano del mundo contra el Lincoln City. El evento recibió el apoyo de Paul McCartney y Stella McCartney.
Al final de la temporada 2014-15, el club se clasificó para los play-off de la National League por primera vez al terminar en la quinta posición. Sin embargo, una derrota en semifinales por 3-0 frente al Bristol Rovers negó al club una oportunidad de llegar a la final de la eliminatoria. Una victoria contra el Southport al comienzo de la temporada 2015-16 vio al club convertirse en el primero de la historia de la National League ganar sus primeros 9 partidos.
El 30 de octubre de 2015, el Forest Green Rovers lanzó oficialmente que sería un club totalmente vegano. En noviembre de 2015, un gol de Elliott Frear fue suficiente para golpear al Wimbledon de la Football League en la primera ronda de la FA Cup.
El club terminó la temporada 2015-16 en segunda posición, siendo la más alta del Forest Green en la National League. Sin embargo, una mala racha de resultados hacia el final de la temporada, que vio al club perder en el título de liga frente al Cheltenham Town, vio a Adrian Pennock ser relevado de sus funciones y el jefe del filial, Scott Bartlett, se instaló una vez más como entrenador provisional.
Bartlett guio al Forest Green a la final de la eliminatoria de la National League después de una semifinal 2-1 sobre el Dover Athletic. El 15 de mayo de 2016, una derrota 3-1 frente el Grimbsy Town en el Wembley Stadium en la final de la eliminatoria negó al club un lugar en la Football League en un juego mirado por 17.000 espectadores. El exjugador, Mark Cooper fue instalado como nuevo mánager. El Forest Green alcanzó otra final de play-off luego de vencer 3-1 al Dagenham & Redbridge.Derrotaron al Tranmere Rovers en la final de la eliminatoria por 3-1 el 14 de mayo de 2017 en el Wembley Stadium para ganar la promoción a la Football League por primera vez en su historia.
League Two
En su primera temporada en la Football League quedó 21° a un punto del descenso. En su segunda temporada logró un meritorio 5° puesto que le dio el derecho de jugar Play-offs de ascenso. Sin embargo perdió en las semifinales ante Tranmere Rovers por un global de 1-2. En la temporada 2019/20 la liga se canceló a falta de 10 fechas por la pandemia de coronavirus. Forest Green estaba en 10ª posición a 9 puntos de los puestos de Play-offs de ascenso. En la temporada 2020/21 quedó 4° y llegó de vuelta a los Play-offs pero por segunda vez perdió en las semifinales ante Newport County con un global de 4-5. ( Perdiendo 2-0 en la ida y ganado 3-4 en la vuelta.). 
En la temporada 2021/22 lograron quitarse la espina al ascender con 3 fechas de anticipación después de un empata 0-0 ante Bristol Rovers.

## Sostenibilidad
Es conocido por ser el primer equipo vegano y es el primer club de fútbol del mundo con el reconocimiento de ser neutro en carbono. Actualmente juega en un terreno orgánico en el que está totalmente prohibido el uso de productos químicos.

## Simbología
El escudo anterior del club era muy similar al del Barcelona. La bandera de San Jorge apareció en ambos escudos, mostrando sus vínculos con Inglaterra, así como el Barcelona con Cataluña. La camiseta titular del Rovers fue durante muchos años una camisa blanca con rayas negras y pantalones cortos negros.
En mayo de 2011, el club lanzó una consulta a los partidarios invitando a opiniones sobre la decisión del club a cambiar su escudo. El nuevo escudo se utilizó al comienzo de la temporada 2011-12.
El 2 de julio de 2012, se anunció que el club cambiaría su equipación titular, de una camisa blanca con rayas negras a una camisa verde con rayas y calcetines negros. La decisión de alejarse de las tradicionales bandas blancas y negras resultó polémica en muchos seguidores. La equipación suplente también fue cambiada a un kit totalmente blanco con las fechas "1899-2012" cerca del escote del kit para indicar los años en que el club jugó por primera vez en un kit totalmente blanco y la decisión de traerlo de vuelta en 2012.
En el verano de 2014, la franja titular fue cambiada a un verde lima y rayas negras en el frente, con una parte posterior verde, rayas verdes y los calcetines rayados negros y verdes. El 19 de agosto de 2014 se anunció la nueva franja visitante, que sería una versión moderna de la franja titular tradicional de camisa a rayas blanco y negro, pantalones cortos negros y calcetines rojos.

## Uniforme

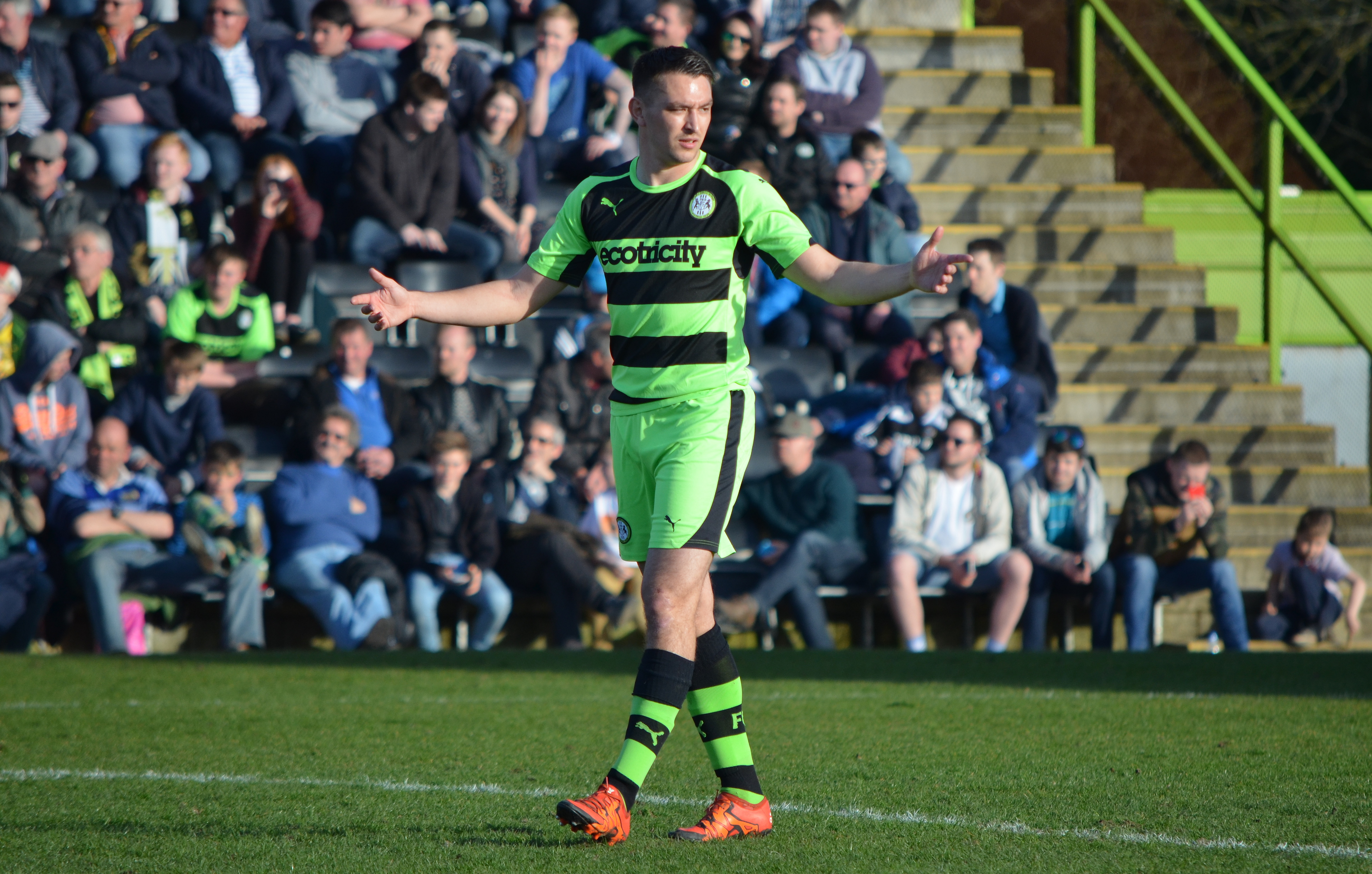
Uniforme de la temporada 2014-15.

- Uniforme titular: Camiseta verde lima y negra, pantalón y medias verdes.
- Uniforme alternativo: Camiseta, pantalón y medias negras.

En 2021, el equipo se convirtió en el primero del mundo en jugar con un uniforme de fútbol hecho de un material compuesto que consiste en plástico reciclado y granos de café.

### Evolución
| 2018-2019 | 2019-2021 | 2021-2022 |

## Estadio

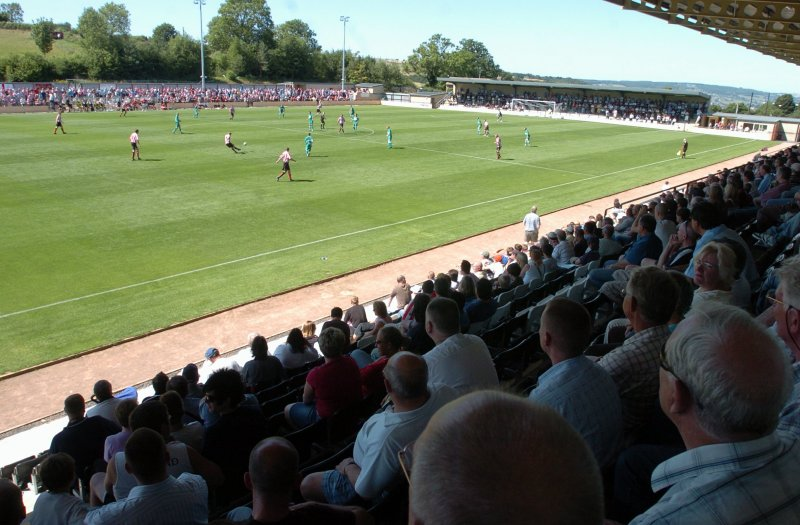
The New Lawn

El club inicialmente jugó en un terreno "en la cima de la colina" en Forest Green, conocido como Lawn Ground. Se trasladaron a un terreno en Nailsworth en 1924, pero regresaron al Lawn en 1927 después de que se actualizó con una pared de límite y puertas de entrada. Al comienzo de la temporada 2006-07 el club se trasladó al The New Lawn.
La terraza Sustainability in Sport se encuentra en el extremo norte del terreno. Esta terraza es el lugar para los aficionados y había alojado anteriormente a los locales. Una decisión del club al final de la temporada 2012-13 vio las áreas en las que los aficionados locales y visitantes fueron alojados en el suelo cambiando con los aficionados de casa volviendo al EESI Stand en el extremo opuesto de la tierra que se convirtió de asientos a una terraza de pie. The East Stand es el soporte más grande del estadio y es un soporte con siete partes distintas: la casa pública del Hombre verde, el gimnasio, la sala de danza y la sala de conferencia. El lado occidental del terreno es una terraza abierta a disposición de los aficionados del hogar. Aunque el estadio puede tener 5.140 espectadores, la asistencia más alta en la liga fue de 3.781 espectadores frente al Bristol Rovers. Sin embargo, la mayor asistencia en toda la historia fue de 4.836 para una tercera ronda de FA Cup frente al Derby County. La asistencia habitual es entre 1.300-1.800 espectadores.
En junio de 2011, el club comenzó a trabajar en la fabricación del estadio respetando el medio ambiente después de la llegada del nuevo propietario y empresario de la energía verde, Dale Vince. Esto incluyó desarrollar un tono totalmente orgánico. En diciembre de 2011, se instalaron 180 paneles solares en el techo del EESI Stand, ayudando al club a generar el 10% de la electricidad necesaria para dirigir el estadio. En abril de 2012, el Forest Green introdujo la primera cortadora de césped robot para ser utilizado por un club de fútbol británico en su superficie. Esto siguió a un cortacésped anterior del robot que había estado en servicio en el estadio anterior del club. La cortadora robot Etesia, conocida como mow bot, utiliza la tecnología GPS para guiarse alrededor del campo sin necesidad de intervención humana y reúne energía de los paneles solares del estadio. En diciembre de 2012, el club ganó a 200 otros nominados al primer premio en el Institute of Groundsmanship en la categoría de sostentabilidad y medio ambiente por su tono orgánico y los aspectos ambientales de The New Lawn.

## Palmarés
- English Football League Two: 2021-22

- FA Vase: 1981-82

- Southern Football League: 1996-97, 1997-98